# Malackodók
A Malackodók (eredeti cím: Porky’s) 1981-ben bemutatott amerikai–kanadai tinivígjáték, melyet Bob Clark írt és rendezett. A főbb szerepekben Kim Cattrall, Scott Colomby, Kaki Hunter, Nancy Parsons, Alex Karras és Susan Clark látható.  
Az erőteljes szexuális felhangokat, több helyen a meztelenség nyílt ábrázolását tartalmazó film az Amerikai Egyesült Államokban az 1982-es év ötödik legmagasabb nyereséget hozó filmje lett. Restricted kategóriába sorolták, Írországban betiltották, majd a tilalmat pár nap múlva visszavonták. Magyarországon moziban nem vetítették, de a televízióban többször műsorra tűzték.
Két folytatása készült: a Malackodók 2. (1983) és a Malackodók 3. – Porky bosszúja (1985).

## Cselekmény
1954, Angel Beach, kisváros Floridában. A helyi gimnázium hat jóbarátja éli a szokásos középiskolás hétköznapokat. Törzshelyük a helyi gyorsétterem, együtt lődörögnek, egymást hülyítik, de legfőbb gondjuk a szüzesség mielőbbi elveszítése, ez azonban a vártnál nehezebb probléma számukra. Egy úgymond könnyű, mindent bevállaló nőnél is próbálkoznak, a kültelki házban meztelenül várnak a sorukra, de kiderül, csak egy durva tréfa áldozatai lettek, emiatt ruhátlanul kell hazáig futniuk.
A hormonokkal nem bírván utolsó lehetőség számukra a szomszédos megyében, a mocsár közepén, cölöpökön álló Porky’s (Malackodó), egy rosszhírű country-kocsma és sztriptízlebuj, melynek tulaja a malacszerűen kövér „Porky” (Malac) Wallace. Noha korhatár alatt vannak, sikerül bejutniuk. Tervük, hogy pár sztriptízes lányt felvisznek a Disznóól nevű különterembe. Porkyval bő száz dollárban meg is egyeznek, ám csak újabb durva tréfa áldozatai lesznek. A sötét különteremben ugyanis nem lányok vannak, hanem egy csapóajtó, egyenest az alanti mocsárba.
Miután kikászálódtak a vízből, Porky röhögve ki is megy hozzájuk azzal, hogy ha lehűtöttétek magatokat, akkor lehet hazatakarodni. Egyik fiút elkapja a düh, berohan a kocsmába és szétveréssel fenyegeti a kétszer akkora Porkyt. Kint lökdösődni kezdenek, a fiúk újra a vízbe esnek, mire megjelenik a helyi seriff. Meglepő módon nem a becsapott fiúk pártját fogja, hanem még durván meg is bírságolja őket nemlétező autóhibákra hivatkozva. A fiúk nem tudják, hogy a neve szintén Wallace, és Porky testvére... Az összes pénzükből kiforgatott, megalázott fiúk lógó orral autóznak haza, majd a gyorsétteremben vigasztalódnak.
Az otthoni seriff már tud az esetről, figyelmezteti őket, hogy felejtsék el az egészet és ne próbáljanak visszamenni, mert ez még csak viccelődés volt, Porky veszélyes, legközelebb  sokkal rosszabbul is járhatnak. Egyikük ennek ellenére visszamegy, de agyba-főbe verve tér haza bordatöréssel, kórházba kerül. A többiek elhatározzák, hogy bosszúból Porky kocsmáját a mocsárba küldik. Az akcióban Brackett, a gimnázium tornatanára is részt vesz, akit évekkel korábban Porky csúnyán megveretett. A bosszú alapos tervezés után, néhány nap múlva esedékes.
A gimnáziumban folyik tovább a napi élet. Egy súlyosan rasszista apa a fiát bántalmazza, mert az összeverekedett és alulmaradt egy feketével, majd egy zsidó fiúval szemben. A kövér és prűd Miss Balbricker (Miss Golyótörő) meglehetősen sajátos módszert javasol a lányokat a zuhanyozóban megleső fiú beazonosítására. Brackett edző számára kiderül, miért Lassie, a kutya a roppant csinos Miss Honeywell (Miss Cukorfalat) tanárnő beceneve.
A bosszú éjszakáján több kisteherautóval és motorcsónakkal észrevétlenül körbeveszik a kocsmát, majd vezényszóra kötelekkel elkezdik szétrángatni a mulatót. Az épület egy darabig bírja, majd lassan szétesik és a mocsárba omlik. A kocsmáját sirató Porky agyonveréssel fenyegeti a fiúkat, majd ő és a seriff üldözni kezdi őket a hazafelé vezető úton. A megyehatáron azonban tucatnyi fényszóró villan, a gimnázium zenekara, mazsorettcsapata és az otthoni seriff is kivonult a fiúk védelmében. Mivel az amerikai törvények szerint a seriff hatásköre végetér a megyehatáron, tetejébe rengeteg tanú is van, Porky és Wallace seriff tehetetlen. Porky viszont komoly bajba kerülhet, mivel fiatalkorúakat is beengedett a mulatóba. Végül visszavonulót fúj és kénytelen megígérni, hogy elfelejti a történteket.
Minden rendbe jön, a történet végére a haverok leggyerekesebbjének, Pee-Wee-nek (Picinek) az ártatlansága is elvész...

## Szereplők
| Szerep                                            | Színész            | Magyar hangja (1. szinkron) |
| ------------------------------------------------- | ------------------ | --------------------------- |
| Edward „Picur” Morris                             | Dan Monahan        | Hamvas Dániel               |
| Billy McCarty                                     | Mark Herrier       | Benedikty Marcell           |
| Tommy Turner                                      | Wyatt Knight       | Markovics Tamás             |
| Mickey Jarvis                                     | Roger Wilson       | Szabó Máté                  |
| Tim Cavanaugh                                     | Cyril O’Reilly     | Haumann Máté                |
| Anthony „Meat” Tuperello („Pöröly”)               | Tony Ganios        | Fenyő Iván                  |
| Wendy Williams                                    | Kaki Hunter        | Csondor Kata                |
| Miss Lynn „Lassie” Honeywell, edző („Cukorfalat”) | Kim Cattrall       | Ruttkay Laura               |
| Beulah Ballbricker, edző („Golyótörő” kisasszony) | Nancy Parsons      | Némedi Mari                 |
| 10 Brian Schwartz, zsidó fiú                      | Scott Colomby      | Pálmai Szabolcs             |
| Roy Brackett, edző                                | Boyd Gaines        | Széles Tamás                |
| Fred Warren, edző                                 | Doug McGrath       | Rosta Sándor                |
| Cherry Forever („Örökszűz” kisasszony)            | Susan Clark        | Simon Mari                  |
| Ted Jarvis rendőr                                 | Art Hindle         | Kapácsy Miklós              |
| „Slime” Cavanaugh                                 | Wayne Maunder      | (n. a.)                     |
| Wallace seriff                                    | Alex Karras        | Ifj. Jászai László          |
| Porky Wallace, bártulajdonos                      | Chuck Mitchell     | Ujlaki Dénes                |
| Mr. Carter, iskolaigazgató                        | Eric Christmas     | Versényi László             |
| Goodenough edző                                   | Bill Hindman       | Láng József                 |
| Conklin                                           | John Henry Redwood | (n. a.)                     |
| Frank Bell                                        | Jack Mulcahy       | (n. a.)                     |
| Steve                                             | Rod Ball           | Seszták Szabolcs            |
| Csapos                                            | Will Knickerbocker | Bolla Róbert                |
| Mrs. Morris                                       | Ilse Earl          | Illyés Mari                 |
| Mindy                                             | Jill Whitlow       | Molnár Ilona                |
| Sztriptíztáncosnő                                 | Pat Finn-Lee       | (n. a.)                     |